# ソケッツ
株式会社ソケッツ（英: Sockets Inc.）は、東京都渋谷区に本社を置く企業。東京証券取引所スタンダード市場上場企業。（証券コードは3634）
音楽、映像等のデータ開発、分析、レコメンドエンジンなどのインターネットサービスを業務とする。

## 沿革
- 2000年（平成12年）
  - 6月 - 東京都港区において株式会社メディアソケッツとして設立。
  - 8月 - 携帯電話向けサービス開始。
- 2001年（平成13年）- 本社を東京都千代田区に移転。
- 2002年（平成14年）- アメリカ合衆国向け携帯電話アプリケーション開発・提供を目的とした、MEDIA SOCKET US, INC.を設立。
- 2006年（平成18年）
  - 3月 - 本社を東京都港区に移転。
  - 6月 - KDDIへ携帯電話音楽検索サービス「聴かせて検索」をサービスアプリケーション・プリセットモデルにて提供。
- 2007年（平成19年）- KDDIの総合音楽サービス対応端末向けアプリケーションの開発、サーバー及びサービスの運営を開始。
- 2008年（平成20年）
  - 4月 - アメリカ合衆国向けサービス終了によりMEDIA SOCKET US, INC.を清算。
  - 8月 - 株式会社ソケッツに商号変更。
- 2009年（平成21年）
  - 4月 - 東証マザーズに上場。
  - 6月 - NTTドコモへ「コミック検索」の提供開始。
  - 8月 - 本社を現在地に移転。
- 2010年（平成22年）- 楽天へ「メディア商品のナビゲーションサービス」の提供を開始。
- 2011年（平成23年）- KDDIとの協業による音楽ストリーミングサービス「LISMO WAVE」の提供を開始。
- 2012年（平成24年）- T.C.FACTORYを連結子会社化。
- 2013年（平成25年）- カルチュア・コンビニエンス・クラブとの資本業務提携。
- 2014年（平成26年）- レコチョクとの戦略的業務提携。
- 2015年（平成27年）
  - T.C.FACTORYを吸収合併。
  - NTTドコモ「dヒッツ」にパーソナライズレコメンデーションサービス提供。
- 2016年（平成28年）
  - 楽天「Rakuten Music」に音楽データベース、レコメンドエンジン、音楽配信システム提供。
  - NTTドコモ「dヒッツR powered by レコチョク」に新規レコメンドサービス提供。
  - LINE MUSICにレコメンドサービス提供。
- 2017年（平成29年）
  - Hulu（日本）に映像データベースを提供。
  - レーベル企業向け感性AIを活用したプロデュースプランニング分析「アーティストアナリティクス」提供。
  - Yahoo!検索に音楽データベース提供。
  - NTTドコモに人物データベースのライセンス提供。
- 2018年（平成30年）
  - 「J:COM TV」に「放送データ」の提供を開始。
  - goo辞書向けにSOCKETS人物データベース提供を開始（2023年内に提供終了）。
  - LINE LIVEカラオケ機能向けに同期歌詞データ提供開始。
- 2019年（平成31年/令和元年）
  - 資生堂に感性メタデータの提供を開始。
  - ディノス・セシールにメタデータ付与サービスの提供を開始。
  - 「milplus（みるプラス）」に映像検索システムのライセンス提供を開始。
  - 日本初の音楽専門分析サービス「Music Analytics」β版をリリース。
  - 付加価値体験型検索・レコメンドサービス「metα（メタルファ）」 開発、提供を開始。
- 2020年（令和2年）8月 - 市場選択制度により東証2部に市場変更。
- 2022年（令和4年）4月 - 東京証券取引所の市場区分の見直しにより、東証2部からスタンダード市場に移行

## 参考資料
- 株式会社ソケッツ第20期 有価証券報告書( - 閲覧)
- 会社四季報2014年３集夏号　第426号(東洋経済新報社)